# Plastic Pin Grid Array

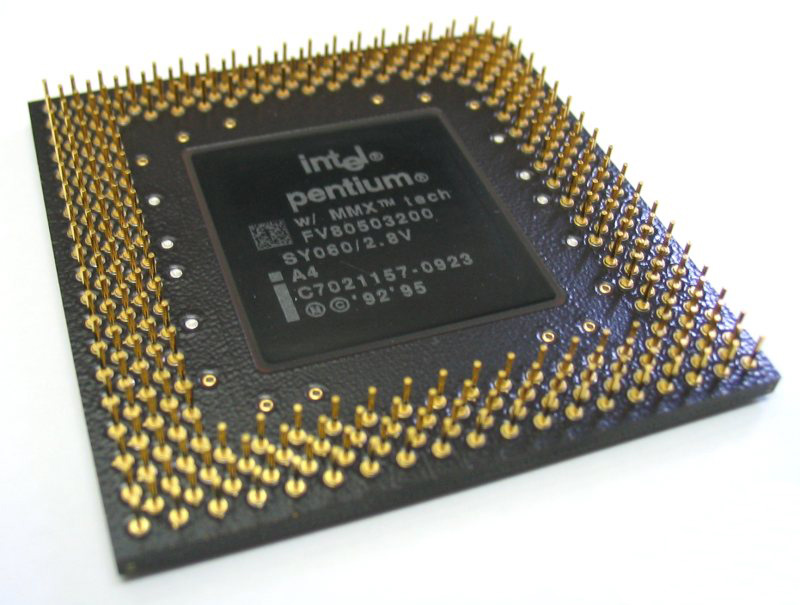
Ein Pentium MMX auf einem schwarzen Kunststoffträger

Das Plastic Pin Grid Array (PPGA) ist eine Gehäusebauform für elektronische Chips, wie z. B. Prozessoren. Der Halbleiterchip ist dabei auf einem Träger aus Kunststoff (engl. Plastic) fixiert.
Plastic Pin Grid Arrays wurden 1993 entwickelt. Anders als Ceramic Pin Grid Arrays (CPGA) hat dieses Trägermaterial einen größeren thermischen Widerstand, eine verbesserte elektrische Leistung und eine bessere Lastverteilung. Diese Faktoren beeinflussen direkt die Leistung des verbauten Mikroprozessors, da diese gegen Überhitzung besonders empfindlich sind.
Diese Bauform fand vor allem bei den Pentium-MMX-Prozessoren und der Celeron („Mendocino“ für den Sockel 370) Verwendung.